# Garnek (gmina)
Garnek – dawna gmina wiejska istniejąca do 1954 roku w woj. łódzkim. Siedzibą władz gminy był Garnek (obecnie w woj. śląskim).
W okresie międzywojennym gmina Garnek należała do powiatu radomszczańskiego w woj. łódzkim. Po wojnie gmina zachowała przynależność administracyjną. Według stanu z dnia 1 lipca 1952 roku gmina składała się z 8 gromad: Borowa, Chmielarze, Dąbek, Garnek, Kajetanowice, Karczewice, Kuźnica i Piaski.
Jednostka została zniesiona 29 września 1954 roku wraz z reformą wprowadzającą gromady w miejsce gmin. Po reaktywowaniu gmin z dniem 1 stycznia 1973 roku gminy Garnek nie przywrócono, a jej dawny obszar wszedł głównie w skład gmin Dąbrowa Zielona i Kłomnice.